# Andreasstollen
Andreasstollen este o arie protejată (arie specială de conservare — SAC, sit de importanță comunitară — SCI) din Germania întinsă pe o suprafață de 0,1 ha, integral pe uscat.

## Localizare
Centrul sitului Andreasstollen este situat la coordonatele 52°10′47″N 8°06′02″E / 52.1797°N 8.1006°E.

## Înființare
Situl Andreasstollen a fost declarat sit de importanță comunitară în ianuarie 2005 pentru a proteja 2 specii de animale. Situl a fost protejat și ca arie specială de conservare în noiembrie 2007.

## Biodiversitate
Situată în ecoregiunea continentală, aria protejată nu include niciun habitat protejat.
La baza desemnării sitului se află mai multe specii protejate de  mamifere (2): liliac de iaz (Myotis dasycneme), liliac comun (Myotis myotis).